# James B. Gibson
James B. Gibson är en amerikansk astronom.
Han var verksam vid Félix Aguilar observatoriet och Palomarobservatoriet.
Minor Planet Center listar honom som upptäckare av 27 asteroider.
Fyra av dem upptäckte han tillsammans med den argentinske astronomen Carlos Ulrrico Cesco
Asteroiden 2742 Gibson är uppkallad efter honom.

## Asteroider upptäckta av Gibson
| 1837 Osita          | 16 augusti 1971   |
| 1919 Clemence [A]   | 16 september 1971 |
| 1920 Sarmiento [A]  | 11 november 1971  |
| 1943 Anteros        | 13 mars 1973      |
| 2035 Stearns        | 21 september 1973 |
| 2309 Mr. Spock      | 16 augusti 1971   |
| 3090 Tjossem        | 4 januari 1982    |
| 3711 Ellensburg     | 31 augusti 1983   |
| 3833 Calingasta [A] | 27 september 1971 |
| 4858 Vorobjov       | 23 oktober 1985   |

| 5362 Johnyoung     | 2 februari 1978   |
| 7460 Julienicoles  | 9 maj 1984        |
| (8334) 1984 CF     | 10 februari 1984  |
| 11437 Cardalda [A] | 16 september 1971 |
| (12662) 1978 CK    | 2 februari 1978   |
| (27700) 1982 SW3   | 28 september 1982 |
| (27701) 1983 QR    | 30 augusti 1983   |
| (37557) 1984 JR    | 9 maj 1984        |
| (43756) 1984 CE    | 10 februari 1984  |
| (52262) 1983 QV    | 30 augusti 1983   |

| (79115) 1984 JK                                  | 9 maj 1984        |
| (85151) 1983 QT                                  | 30 augusti 1983   |
| 100000 Astronautica                              | 28 september 1982 |
| (100002) 1983 QC1                                | 30 augusti 1983   |
| (120451) 1983 QU                                 | 30 augusti 1983   |
| (178288) 1983 QF1                                | 30 augusti 1983   |
| (455145) 1983 QB1                                | 30 augusti 1983   |
| Upptäckt tillsammans med: A Carlos Ulrrico Cesco |                   |